# خوشه ۱۲۶۶
سیارک ۱۲۶۶ (به انگلیسی: 1266 Tone، نامگذاری:1927BD) هزار و دویست و شصت و ششمین سیارک کشف شده‌است که در ۲۳ ژانویه ۱۹۲۷ کشف شد.
قدر مطلق سیارک برابر ۹٫۴۱ است.